# Šoham
Šoham (hebrejsky שוהם‎, doslova „Onyx“ – druh drahého kamene, v oficiálním přepisu do angličtiny Shoham) je místní rada (menší město) v Izraeli, v Centrálním distriktu.

## Geografie
Leží v nadmořské výšce 86 metrů, cca 18 kilometrů jihovýchodně od centra Tel Avivu, na pomezí Izraelské pobřežní planiny a pahorků v předpolí Samařska. Z jihu město obtéká vádí Nachal Bejt Arif, které západně od obce ústí do toku Nachal Jehud.
Je součástí hustě zalidněného sídelního pásu na vnějším okraji metropolitní oblasti Tel Avivu (Guš Dan). V bezprostředním okolí města Šoham se rozkládá zemědělská krajina prostoupená četnými sídly. Na východní straně se nachází neosídlený pás pahorků podél Zelené linie, která odděluje Izrael v jeho mezinárodně uznávaných hranicích od okupovaných území Západního břehu Jordánu. Osídlení v tomto regionu je v naprosté většině židovské.
Město je na dopravní síť napojeno pomocí lokální silnice číslo 444. Východně od Šoham prochází severojižním směrem Dálnice číslo 6 (takzvaná Transizraelská dálnice). Jižně od města se tato tepna kříží s Dálnicí číslo 1 (Tel Aviv-Jeruzalém).

## Dějiny

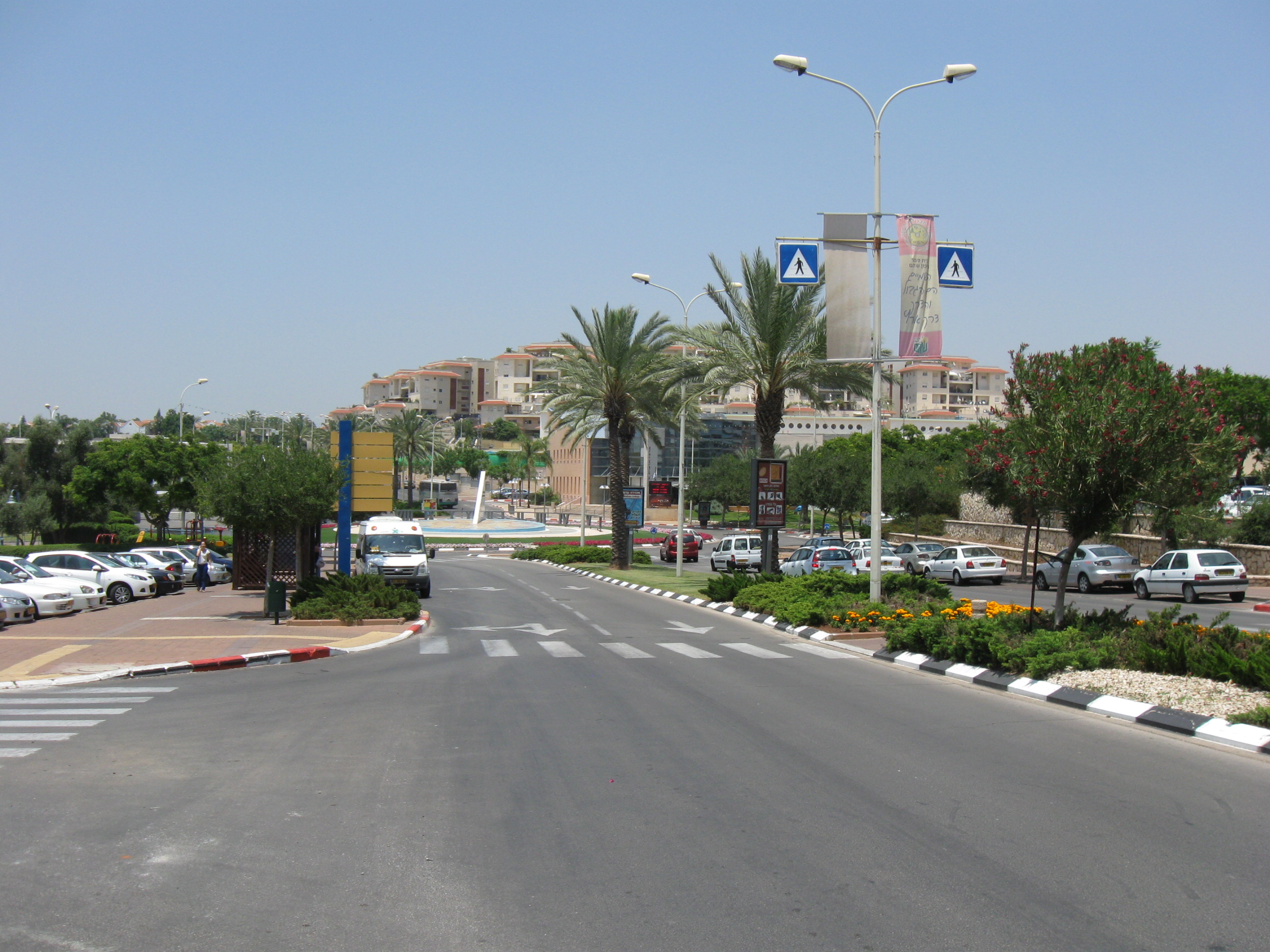
Zástavba v centru města

Nedaleko nynějšího města Šoham se před rokem 1948 rozkládala arabská vesnice Dajr Taríf (arabsky: دير طريف), ve které k roku 1948 žilo přes 2000 lidí. Šlo o sídlo, které navazovalo na starší vesnici zmiňovanou v římských pramenech jako Bethariph. V Dayr Tarif stála jedna mešita a základní škola. Během první arabsko-izraelské války v červenci 1948 byla Dayr Tarif dobyta židovskými ozbrojenými silami v rámci Operace Dani a arabské obyvatelstvo ji opustilo. Oblast se uvolnila pro židovské osidlování. Vznikla tu pak roku 1949 židovská zemědělská vesnice Bejt Arif. V následujících dekádách se osídlení v této oblasti postupně zahušťovalo.
Šoham byl založen roku 1993. Vznik nového města inicioval tehdejší ministr pro bydlení a výstavbu Ariel Šaron jako součást výstavby řetězce nových židovských sídel podél východního okraje pobřežní nížiny v místech poblíž Zelené linie, kde bylo zapotřebí demograficky posílit židovskou populaci. Těmto nově zřizovaným sídlům se říkalo Jišuvej ha-Kochavim (יישובי הכוכבים). Šoham patří mezi nejúspěšnější z nich.
Šlo o plánovitě založené město, situované na spojnici Tel Avivu a Jeruzalému, s dobrým silničním spojením a v blízkosti Ben Gurionova mezinárodního letiště. Zástavba sestává z bytových i individuálních rodinných domů. Město disponuje 250 dunamy (0,25 kilometrů čtverečního) ploch veřejné zeleně. Východně od Šoham se pak rozkládá les Ja'ar Šoham (יער שהם) o ploše 2000 dunamů (2 kilometrů čtvereční), jehož výsadbu zahájil Židovský národní fond v roce 1987. V Šoham funguje pět základních škol a dvě střední školy. Dále je zde 40 mateřských škol a dalších zařízení předškolní péče o děti. Ve městě je rovněž k dispozici dvanáct synagog.
Město patří socioekonomicky mezi bohatší izraelská sídla. V roce 2006 dosáhl Šoham nejvyššího podílu žáků, kteří úspěšně složili maturitní zkoušky v celém Izraeli.
V letech 1995–1996 byla východně od Šoham, při výstavbě silnice číslo 444, která slouží jako východní obchvat obce, objevena při archeologickém záchranném výzkumu lokalita obsahující sídelní vrstvy od doby železné až po středověk.

## Demografie

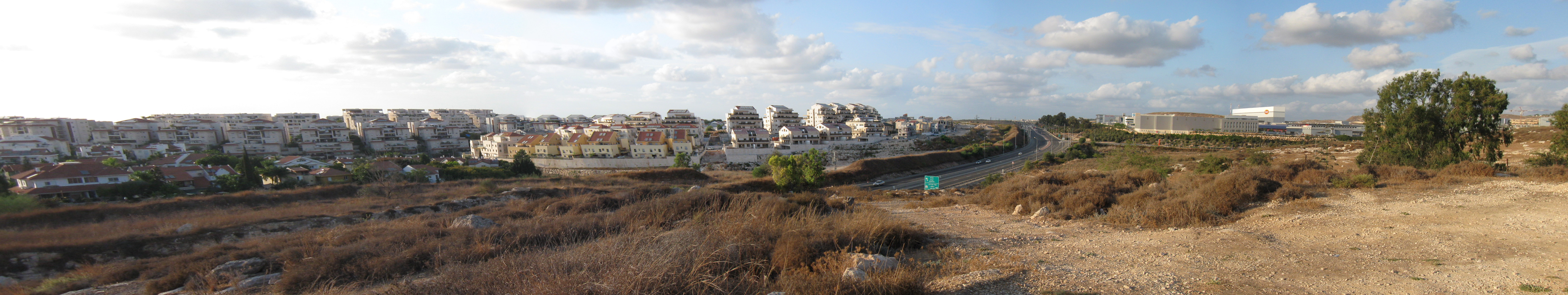
Panoramatický pohled na město Šoham

Šoham je městem se smíšenou sekulární i nábožensky založenou populací. Podíl religiózních obyvatel dosahuje 20 %. Podle údajů z roku 2009 tvořili naprostou většinu obyvatel Židé – cca 18 100 osob (včetně statistické kategorie "ostatní", která zahrnuje nearabské obyvatele židovského původu ale bez formální příslušnosti k židovskému náboženství, cca 18 200 osob).
Jde o středně velké sídlo městského typu. Původní skokový nárůst populace se od počátku 21. století postupně zvolňuje. K 31. prosinci 2014 zde žilo 20 000 lidí. Výhledově tu má počet obyvatel dosáhnout 26 000.
| Rok | 1995  | 1996  | 1997  | 1998   | 1999   | 2000   | 2001   | 2002   | 2003   | 2004   | 2005   | 2006   | 2007   | 2008   | 2009   | 2010   | 2011   | 2012   | 2013   | 2014   |
| --- | ----- | ----- | ----- | ------ | ------ | ------ | ------ | ------ | ------ | ------ | ------ | ------ | ------ | ------ | ------ | ------ | ------ | ------ | ------ | ------ |
|     | 3 100 | 5 700 | 9 000 | 10 200 | 11 800 | 13 200 | 14 400 | 15 600 | 16 600 | 17 500 | 18 200 | 19 000 | 19 400 | 19 842 | 18 178 | 18 700 | 19 400 | 19 400 | 19 600 | 20 000 |